# Hinrichshagen (Mecklembourg)
Hinrichshagen  était une municipalité allemande située dans le land de Mecklembourg-Poméranie-Occidentale et l'Arrondissement du Plateau des lacs mecklembourgeois.
Depuis le 1er janvier 2012 elle a fusionné avec les communes de Lansen-Schönau et Groß Gievitz pour former la nouvelle commune de Peenehagen.